# 3697 Guyhurst
3697 Guyhurst è un asteroide della fascia principale. Scoperto nel 1984, presenta un'orbita caratterizzata da un semiasse maggiore pari a 2,3676350 UA e da un'eccentricità di 0,0443247, inclinata di 6,74982° rispetto all'eclittica.